# 150 Est 5015
La Decapod série 13 numéro 5015 est une locomotive à vapeur construite à Cassel par Henschel en 1917 pour le compte des Chemins de fer royaux de Prusse (KPEV), en tant que prédécesseure des futures G12, où elle fut immatriculée 5554. Elle fut attribuée à la Compagnie des chemins de fer de l'Est au titre des prestations d'armistice à la suite de la Première Guerre mondiale le 14 septembre 1919.

## Genèse
Cette locomotive appartient à la classe des G 12 prussiennes (variante CFOA) (de) : une série de 15 locomotives construites par Henschel pour les Chemins de fer Ottomans d'Anatolie (en) en s'inspirant des G12.1 prussiennes dont elles constituent une version simplifiée, adaptée aux voies moins solides mais plus puissantes. Les 10 locomotives sorties d'usine en 1917 devaient originellement être livrées à la Turquie mais cinq d'entre-elles ont été conservées par les Chemins de fer Prussiens et utilisées principalement en Belgique occupée. Numérotées 5551 à 5555, elles étaient à l'inventaire de la Militar Generaldirektion der Eisenbahnen Brüssel. En 1918, cinq remplaçantes seront livrées à la Turquie.
La Commission d'Armistice attribua trois locomotives à la Belgique, où elles rouleront peu, et une à la France.
L'exemplaire resté en Allemagne sera numérotée 58 1001 par la Deutsche Reichsbahn et radié en 1931. Les trois locomotives belges, classées dans le type 92 ont été revendues au Luxembourg, aux Chemins de fer Prince-Henri en 1927 en même temps que leurs G12 ex-Prusse encore en état de marche. Devenant la Classe O' des Chemins de fer Prince-Henri (les G12 étant classées O), elles sont restituées en bon état par les Allemands en 1945 et la dernière est réformée en 1953.
Les dix exemplaires livrées à la Turquie ont plus tard intégré les chemins de fer d’État (Türkiye Cumhuriyeti Devlet Demiryolları) classées 56901 à 56910 avaient déjà été radiés et démolis pour 1953.

## Utilisation et services
Un seul exemplaire fut cédé à la France et échût aux Chemins de fer de l'Est. Elle était à l'époque la plus puissante Decapod de l'Est ce qui lui valut entre autres le surnom La Turque. En effet elle disposait de la chaudière la plus puissante, 4,5 m² de surface de grille alors que les autres en avaient une inférieure à 4 m2, et avait de petites roues motrices, ce qui lui conférait un effort de traction supérieur mais réduisait sa vitesse. L'Est lui confia la remorque des trains de minerai dans le bassin de Briey, tâche qu'elle accomplit à merveille. Elle fut immatriculée 1-150 A 15 à la SNCF et disparut de l'inventaire pour l'année 1945 car réquisitionnée par les Allemands pendant la Seconde Guerre mondiale et trop endommagée à son retour pour être réparée.
Ses dépôts furent : Conflans, Audun-le-Roman et Longwy.

## Description
Cette locomotive disposait d'un moteur à trois cylindres à simple expansion et la distribution était du type « Walschaerts ». Le foyer était un foyer de type « Crampton » à grille débordante sur les deux derniers essieux moteurs. L'échappement était fixe de type « Allemand ». Le bissel avait un déplacement latéral de + ou - 50 mm et était du type « Krauss ».

## Tender
Le tender qui lui fut accouplé a toujours été le même : il s'agissait du tender à trois essieux contenant 12 m3 d'eau et 5 t de charbon, ce qui apparait dérisoire au vu de la machine. Il porta le numéro 5015 puis 1-12 B 15.

## Caractéristiques
- Pression de la chaudière : 13 kg/cm2
- Diamètre du cylindre HP : 560 mm
- Diamètre des cylindres BP : 560 mm
- Diamètre des roues motrices : 1 250 mm
- Diamètre des roues du bissel : 820 mm
- Masse en ordre de marche : 90 t
- Masse adhérente : 78 t
- Longueur hors tout : 11,8 m
- Masse du tender en ordre de marche : 33,9 t
- Masse totale : 123,9 t
- Longueur totale : ?
- Vitesse maxi en service : 50 km/h